# Иван Иванов (агроном)
Вижте пояснителната страница за други личности с името Иван Иванов.
Иван Деблев Иванов  е български агроном, професор (1922).

## Биография
Роден е на 3 юни 1876 г. в Русе в семейството на строителен предприемач. Като дете губи и двамата си родители, болни от туберкулоза. Завършва средното си образование в Русе. С подкрепата на роднини по майчина линия по-късно завършва земеделското училище „Образцов чифлик“.
Създава първите сортове пшеница в България. Някои от тях са подобрили зърнопроизводството в страната. Пише трудове за пшеницата, захарното цвекло и люцерната. Основател е на Агрономическия факултет на Софийския университет „Св. Климент Охридски“ (1921).
Умира през 1953 г. в София.